# Ospino
Ospino é uma cidade venezuelana, capital do município de Ospino.